# Energisa Tocantins
A Energisa Tocantins, anteriormente Companhia de Energia Elétrica do Estado do Tocantins (Celtins) é a companhia responsável pela distribuição de energia elétrica no estado brasileiro do Tocantins, sendo uma das empresas pertencentes ao Grupo Energisa. 
Além de atuar no segmento de distribuição energia elétrica, a Energisa Tocantins também gera energia a partir de algumas Pequenas Centrais Hidrelétricas (PCH's) que ficam localizadas no interior do estado. No entanto, grande parte da energia consumida pelo sistema da empresa, é fornecida através das subestações da Eletrobras Eletronorte localizadas em Miracema do Tocantins, em Porto Franco (MA) e em Imperatriz (MA), além da Usina Hidrelétrica de Peixe Angical e da subestação da Enel Distribuição Goiás localizada em Porangatu (GO).

## História
A Energisa Tocantins foi criada em agosto de 1989, sendo que em setembro deste mesmo ano, a empresa ainda chamada de Companhia de Energia Elétrica do Estado do Tocantins (Celtins) foi adquirida pelo Grupo Rede Energia através de uma concorrência pública, no que foi tido como o primeiro processo de privatização de uma companhia de energia elétrica já realizado no Brasil. Anteriormente ao mês de agosto de 1989, a Celtins pertencia à CELG, companhia responsável pela distribuição de energia elétrica em grande parte do estado de Goiás.

## Área de concessão
A área de concessão da Energisa Tocantins abrange todos os 139 municípios do Tocantins, sendo que a empresa atende a mais de 478.000 clientes em todo o estado.